# Jonah Hex: Revenge Gets Ugly EP
Jonah Hex: Revenge Gets Ugly EP – minialbum ze ścieżką dźwiękową do wydanego w 2010 roku filmu Jonah Hex skomponowana przez Marco Beltramiego i Mastodon. 

## Lista utworów
1. „Death March” – 8:52
2. „Clayton Boys” – 3:12
3. „Indian Theme” – 4:10
4. „Train Assault” – 4:13
5. „Death March (alternate version)” – 9:07
6. „Clayton Boys (alternate version)” – 3:12

## Twórcy
- Marco Beltrami - kompozytor
- Troy Sanders – wokal, gitara basowa
- Brann Dailor – perkusja, wokal
- Brent Hinds – wokal, gitara elektryczna
- Bill Kelliher – gitara elektryczna, wokal